# Довгалівка (Вінницький район)
Довгалі́вка — село в Україні, в Погребищенській міській громаді Вінницького району Вінницької області. Розташоване на обох берегах річки Супрунка (притока Росі) за 26 км на південний схід від міста Погребище та за 4,5 км від зупинного пункту Друцька. Населення становить 520 осіб (станом на 1 січня 2023 р.).

## Історія
У 1864 році український краєзнавець Л.Похилевич так описував Довгалівку: село знаходиться «біля безіменного струмка, що впадає біля с. Збаржівка у Рось… Село поділяється на дві частини: перша,… Долотецьке, на лівому боці струмка вважається у Бердичівському повіті, мешканців обох статей: православних 343,… землі 1053 десятини… Інша частина ліворуч від струмка, вважається уже у Таращанському повіті … Вона називається Довгалівкою. Мешканців у ній обох статей 566; землі 1303 десятини. Колись обидві частини складали одне село».
Населення Довгалівки як і сусідніх сіл постраждало від Голодомору 1932—1933 рр. Точна кількість жертв невідома. За свідченнями старожилів, загинуло чимало односельців, однак в офіційних джерелах згадується лише шість родин (близько 20 загиблих).
Під час Другої світової війни у другій половині липня 1941 року село було окуповане німецько-фашистськими військами. Червоною армією село було зайняте 1 січня 1944 року.
На початку 1970-х років в селі була розміщена центральна садиба колгоспу ім. ХХ з'їзду КПРС. За господарством було закріплено 2993 га землі, у тому числі 2338 га орної. Виробничий напрям господарства був рільничо-тваринницький. В селі була початкова та восьмирічна школи, будинок культури, бібліотека, фельдшерсько-акушерський пункт.
За переписом 2001 року населення села становило 711 осіб.
2007 року в селі заснована парафія УПЦ КП (ПЦУ). Зусиллями громади зведений кам'яний храм на честь Різдва Богородиці, встановлені монументи жертвам Голодомору 1932—1933 рр. у самому селі та с. Дототецьке, а також хрест на місці зруйнованої церкви в ім'я св. Апостола Якова Брата Божого.
12 червня 2020 року, відповідно до розпорядження Кабінету Міністрів України № 707-р «Про визначення адміністративних центрів та затвердження територій територіальних громад Вінницької області», увійшло до складу Погребищенської міської громади.
19 липня 2020 року, в результаті адміністративно-територіальної реформи та ліквідації Погребищенського району, село увійшло до складу Вінницького району.

## Населення
За даними перепису 2001 року кількість наявного населення села становила 710 особи, із них 98,73 % зазначили рідною мову українську, 1,27 % — російську.
| Рік            | 1897 | ~1900 | ~1902 | ~1972 | 1989 | 2001 |
| -------------- | ---- | ----- | ----- | ----- | ---- | ---- |
| Кількість осіб |      |       |       | 1364  | 746  | 710  |

## Пам'ятки
В селі ще за радянщини споруджено обеліск на могилі Василя Яворського — першого голови КНС, якого ліквідували у 1920 році. У 1978 році в селі було встановлено Пам'ятник 135 воїнам-односельчанам, загиблим на фронтах Великої Вітчизняної війни. Тут також встановлено бюст Героя Радянського Союзу, уродженця села Долотецьке, І. Слободянюка. В селі також встановлено Монумент жертвам Голодомору 1932—1933 рр.

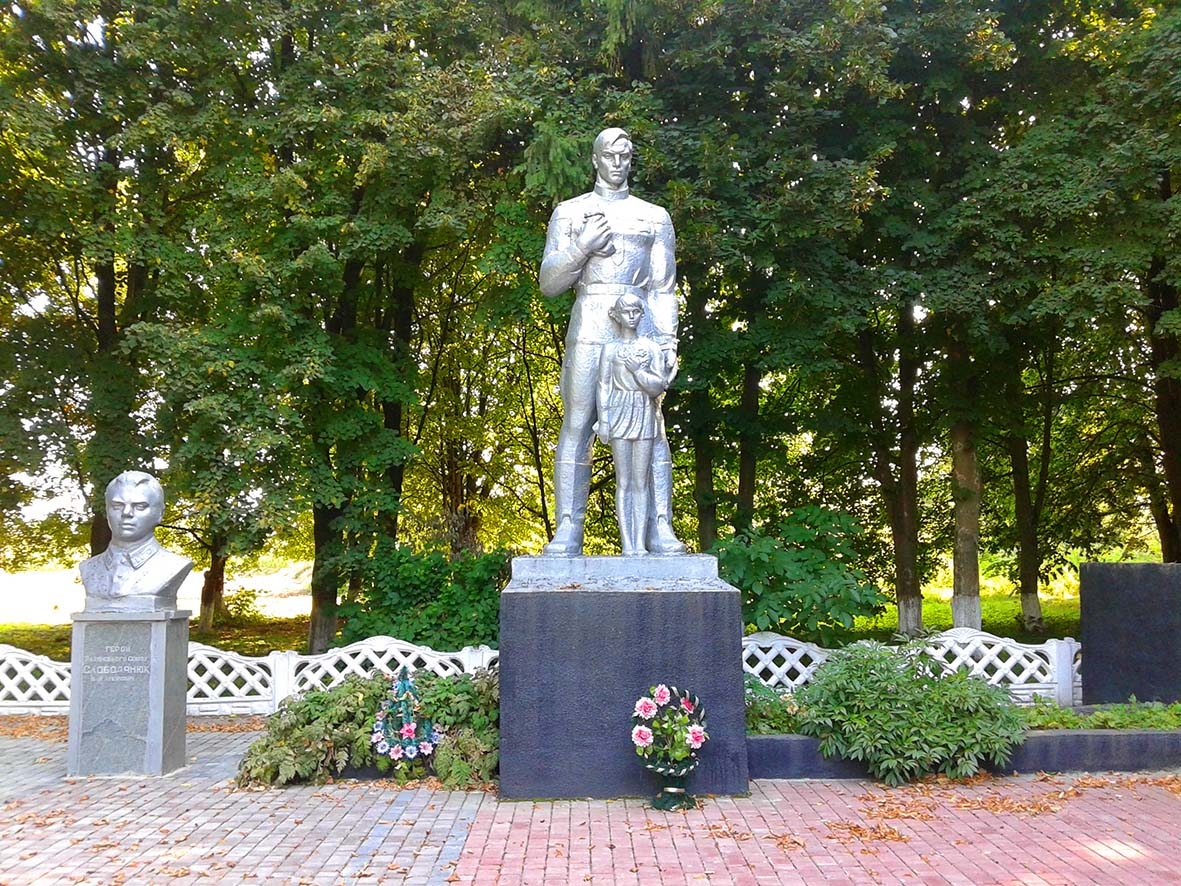
Пам'ятник 135 воїнам-односельчанам, загиблим на фронтах ВВВ
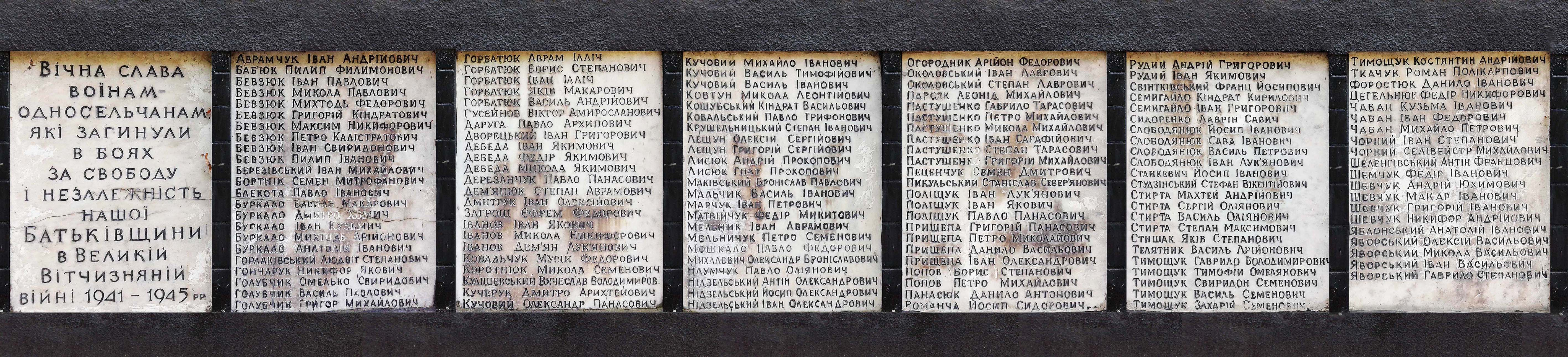
Перелік воїнів-односельчан, загиблих на фронтах ВВВ
Бюст Героя Радянського Союзу Івана Слободянюка
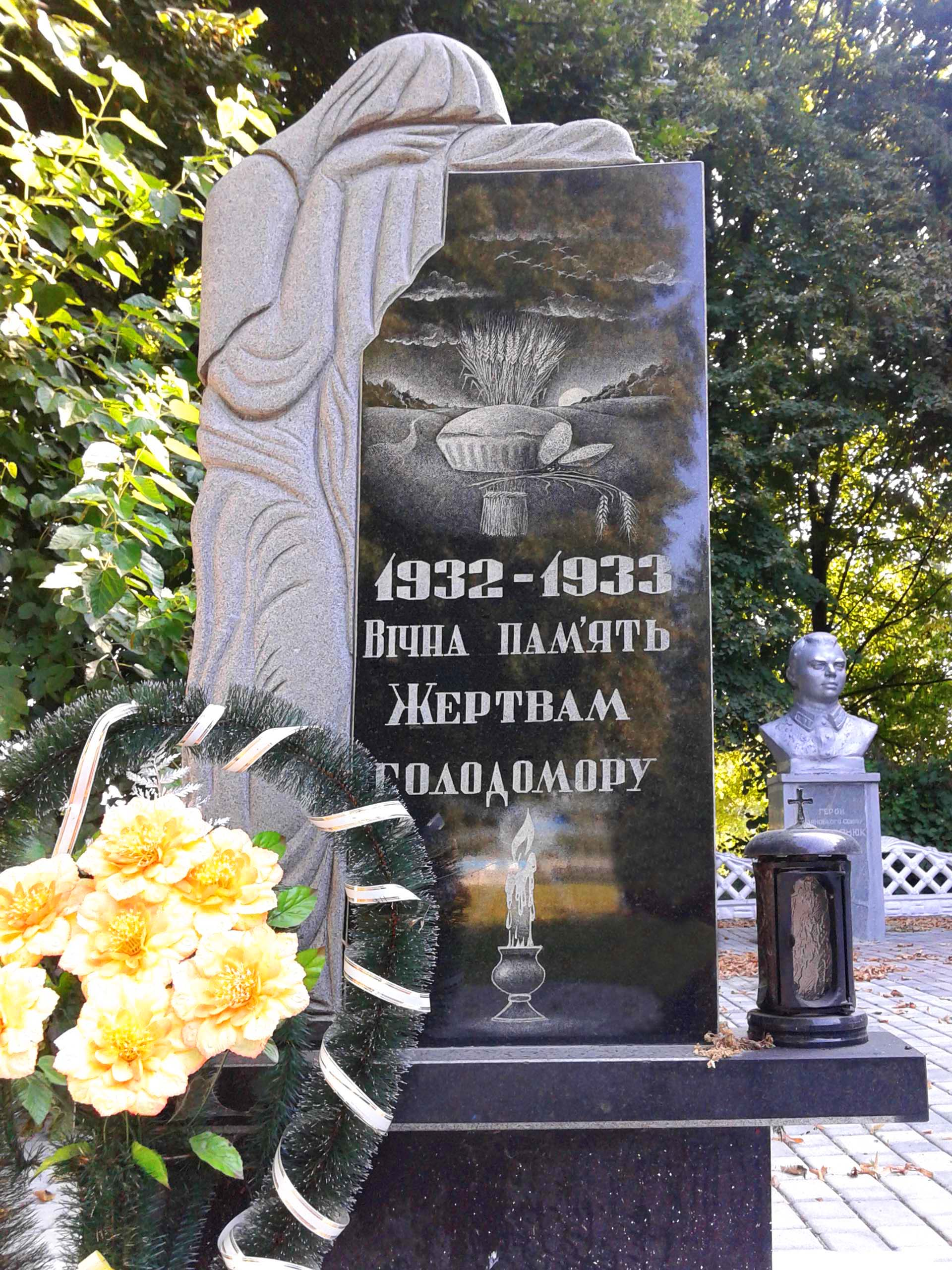
Монумент жертвам Голодомору 1932—1933 рр.

## Відомі люди
- Дем'янюк Олександр Павлович — український дипломат, Надзвичайний і Повноважний Посол України в Республіці Кіпр.
- Іван Слободянюк — Герой Радянського Союзу.

## Галерея

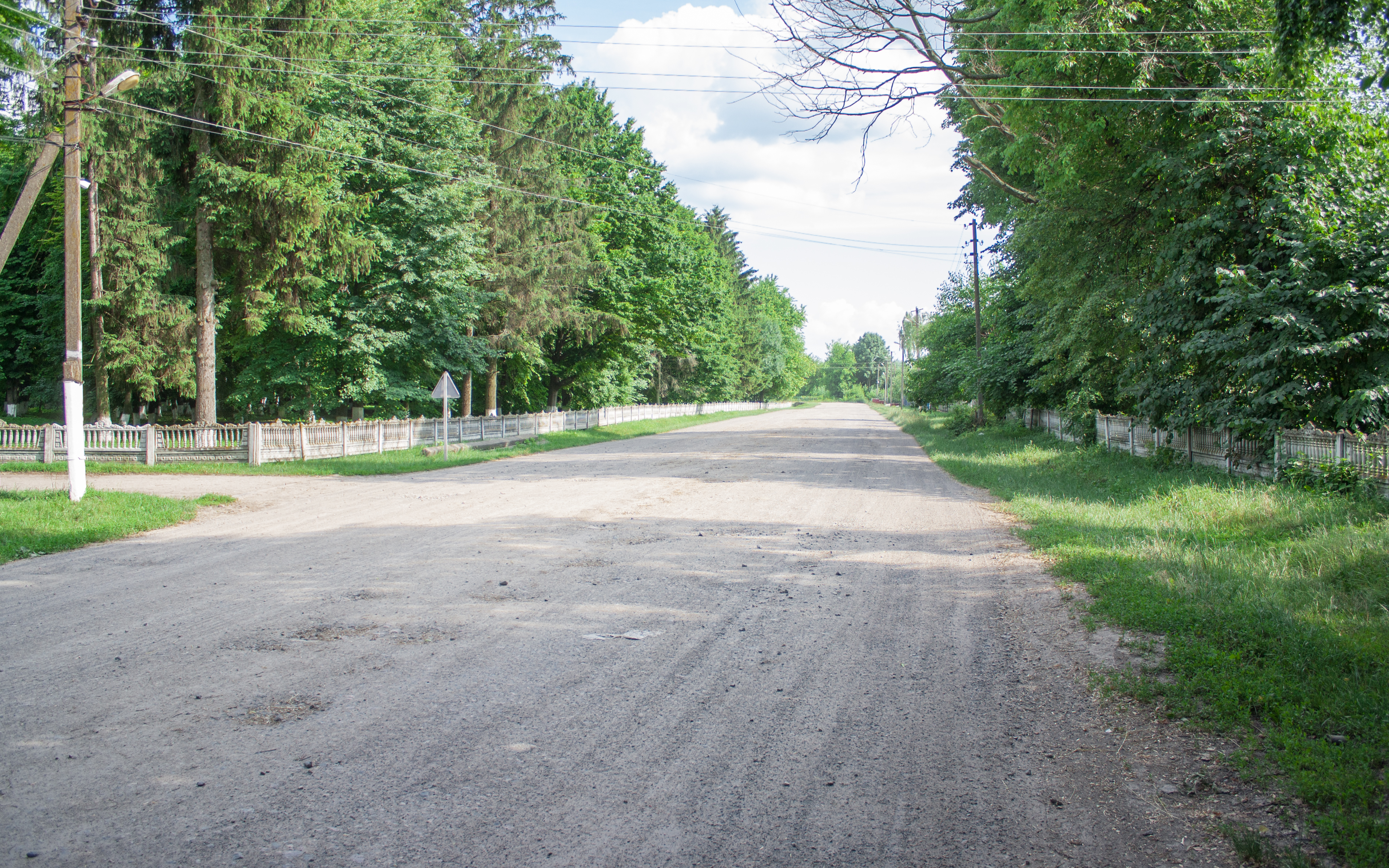
Вулиця Шкільна
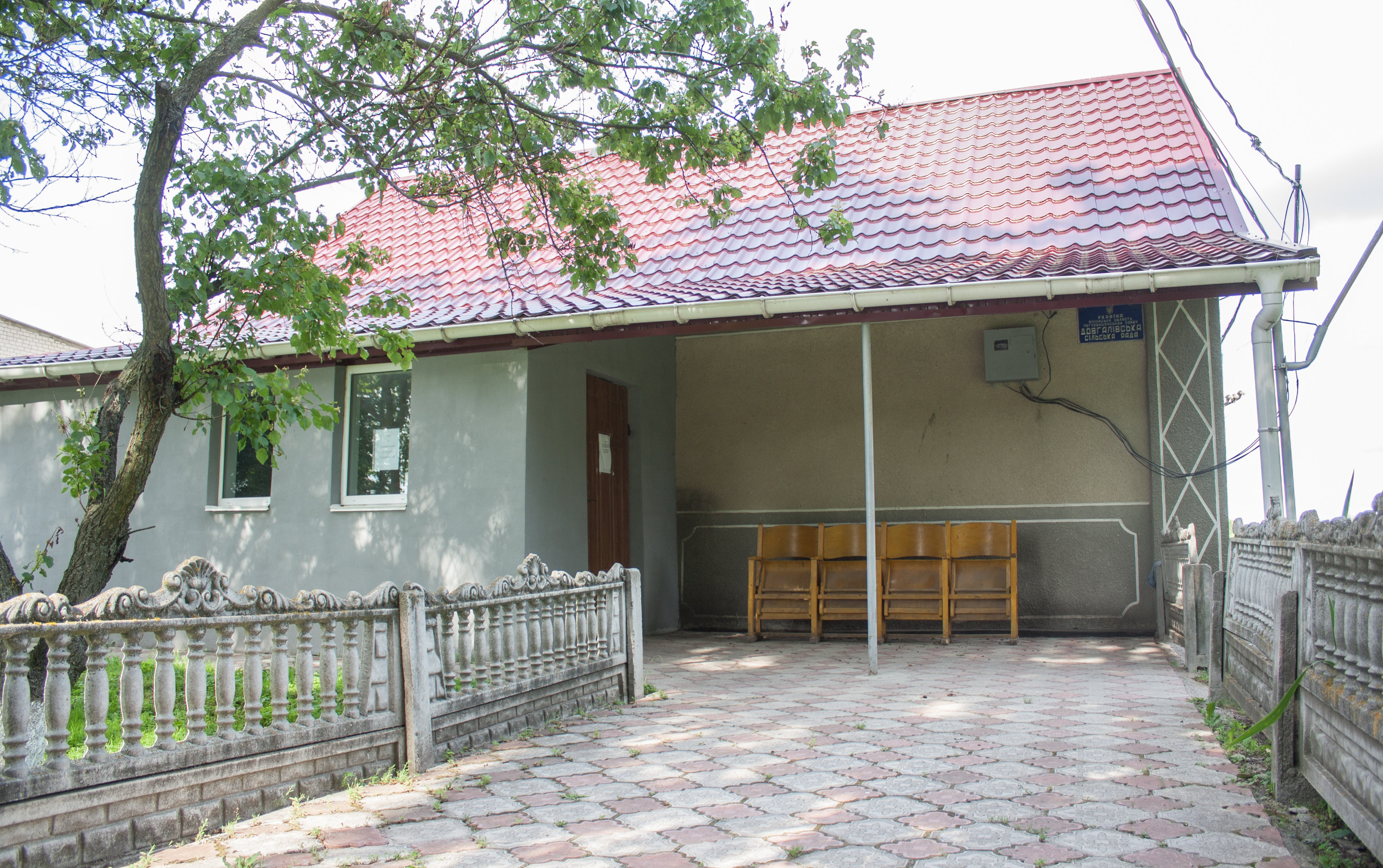
Сільська рада
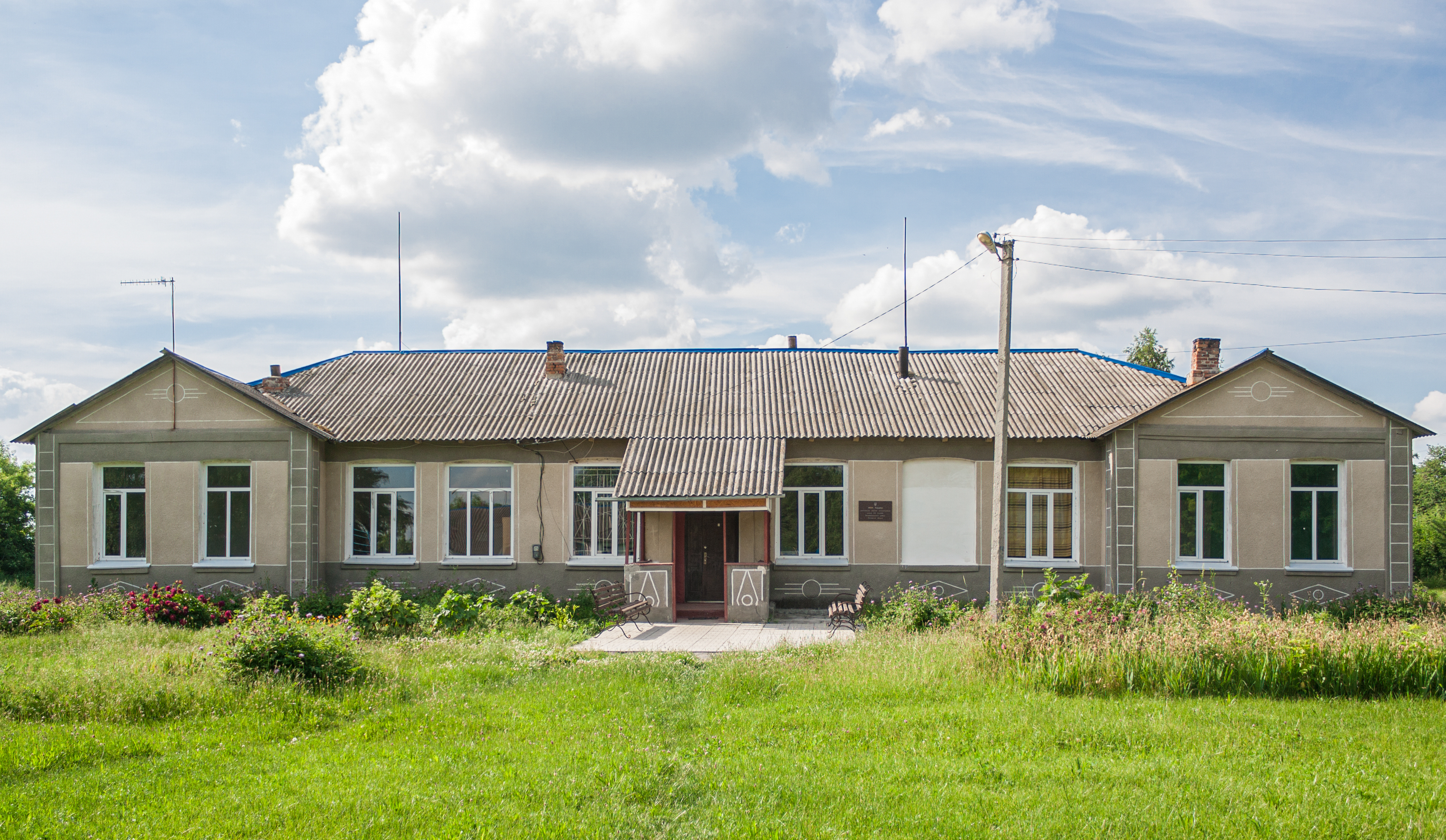
Школа
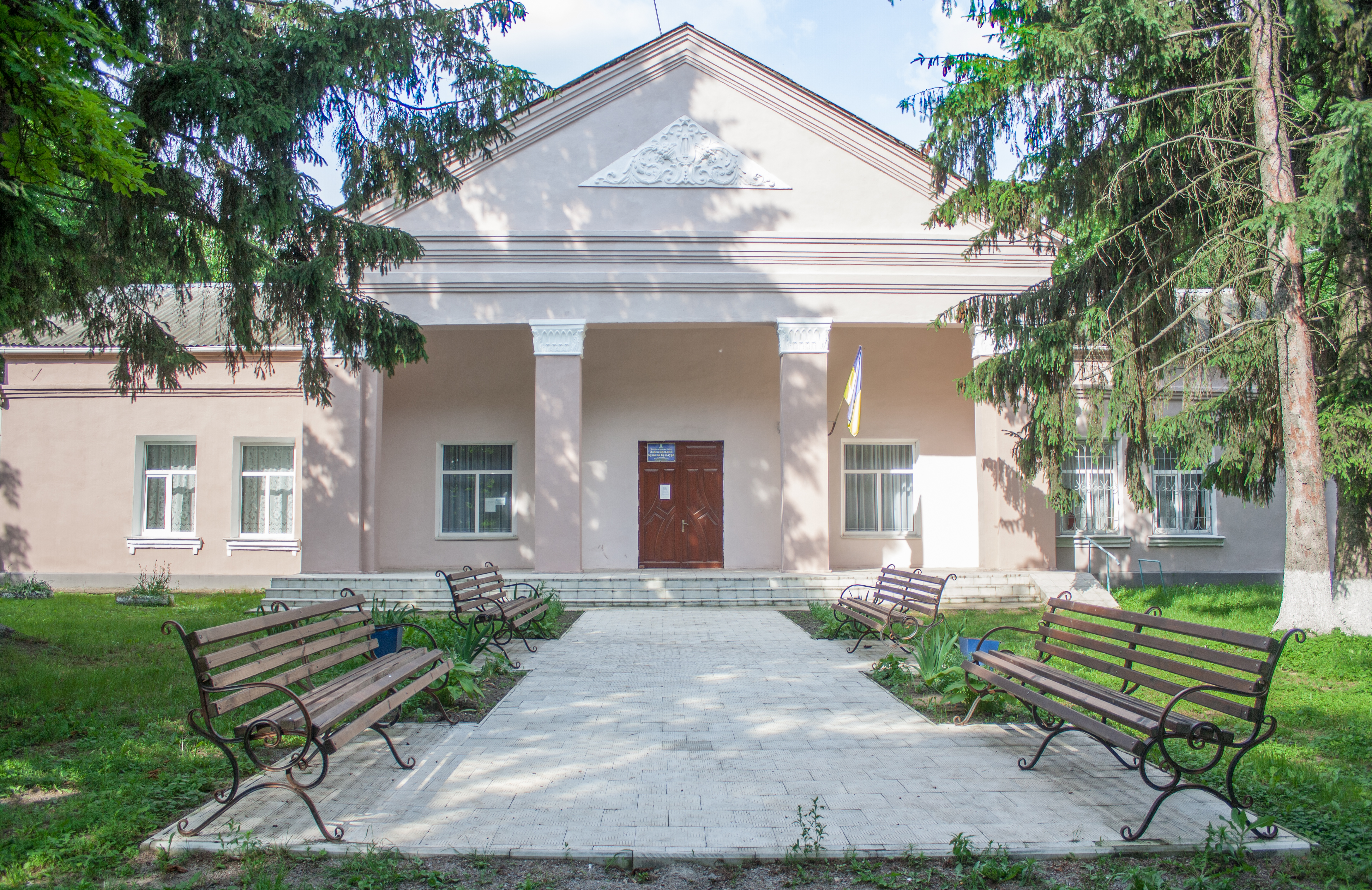
Будинок культури
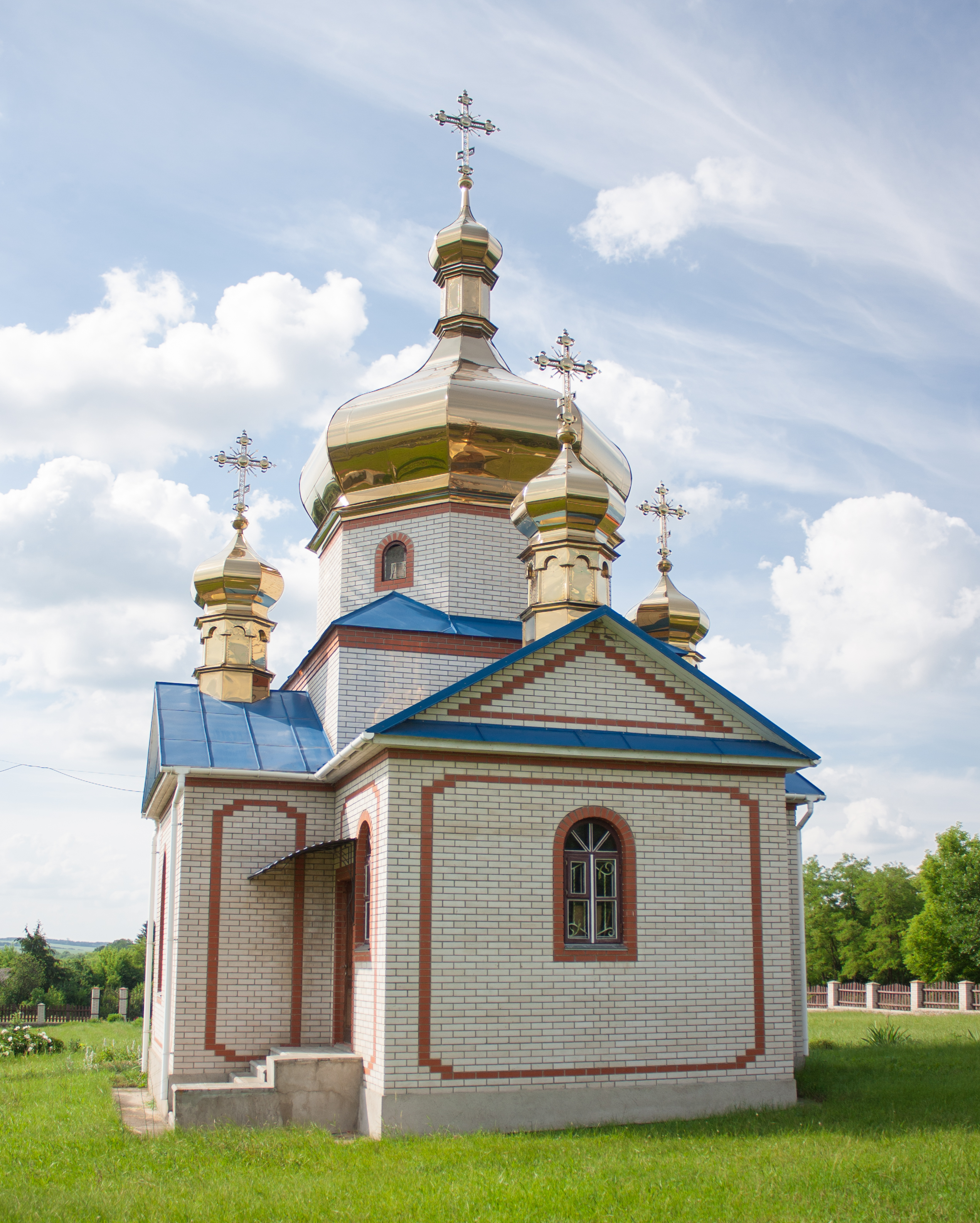
Церква
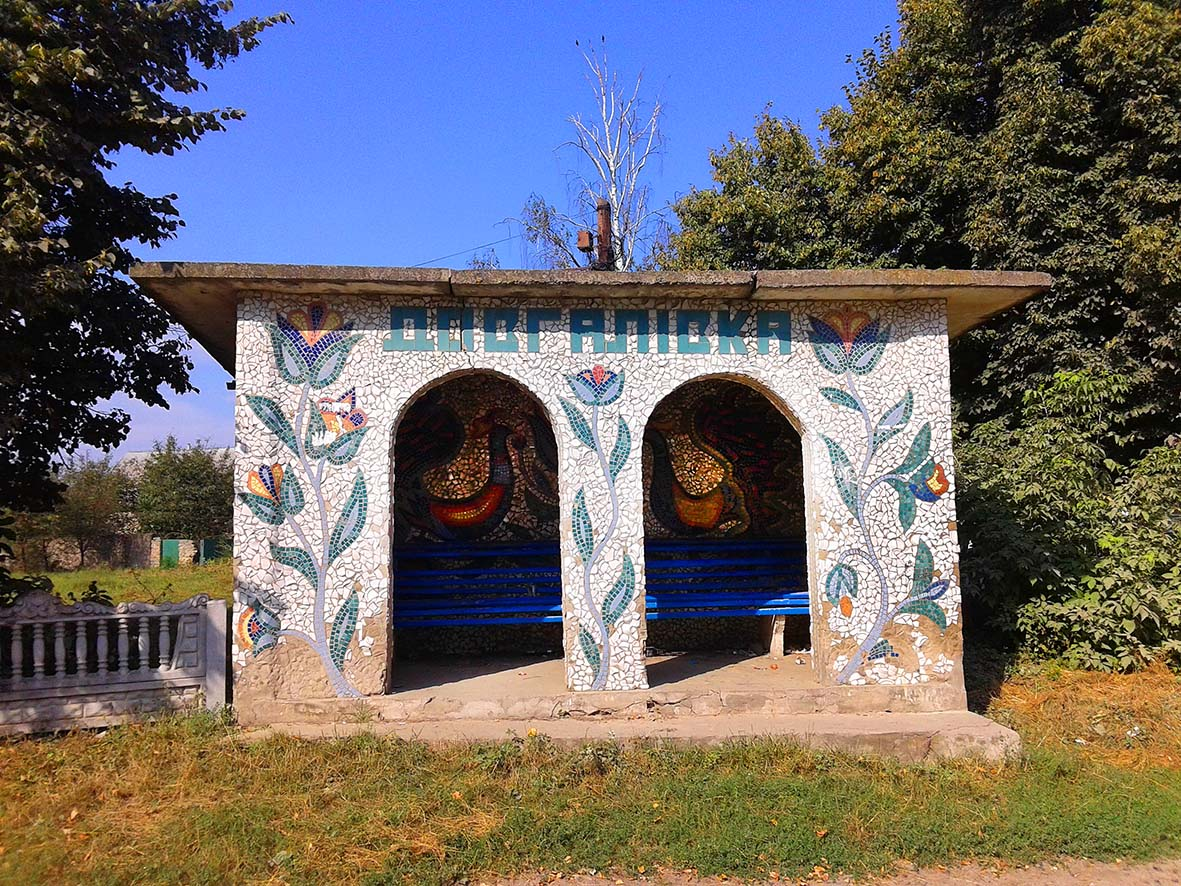
Автобусна зупинка
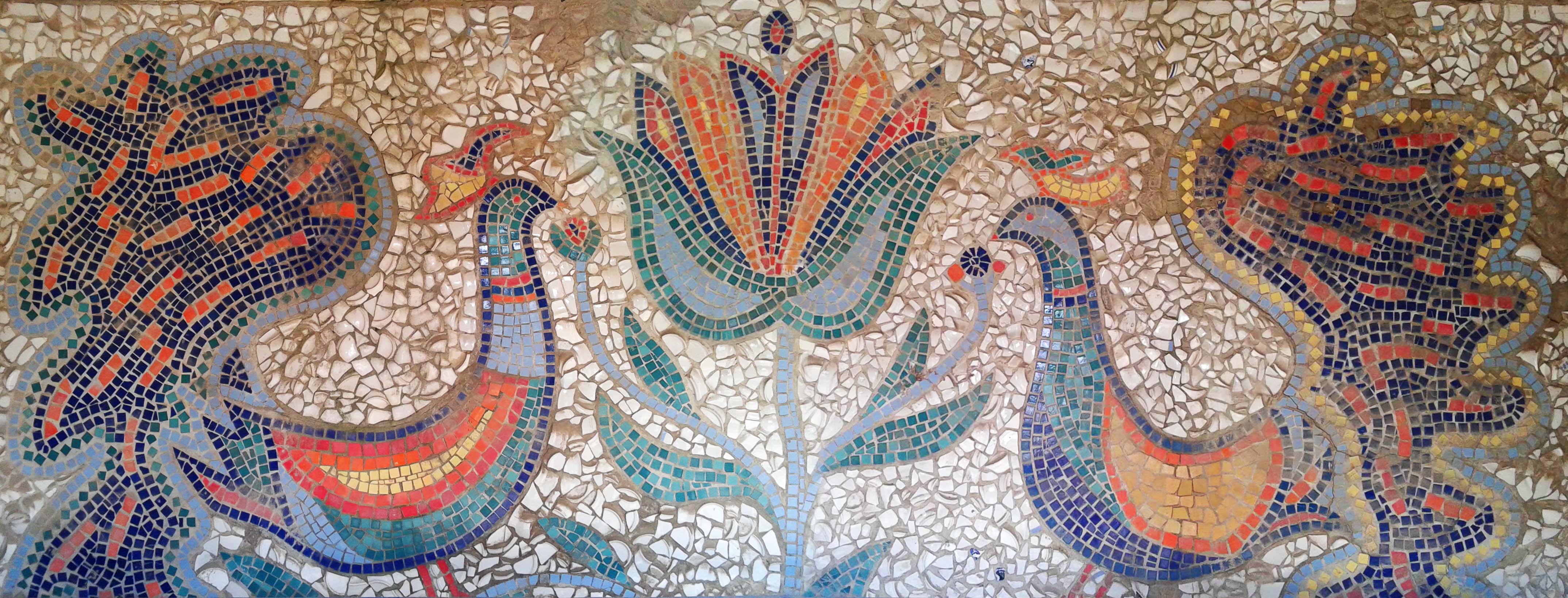
Панно на автобусній зупинці